# Élections départementales de 2021 en Meurthe-et-Moselle
Les élections départementales en Meurthe-et-Moselle ont lieu les 20 et 27 juin 2021.

## Contexte départemental

### Assemblée départementale sortante
Avant les élections, le conseil départemental de Meurthe-et-Moselle est présidé par Valérie Beausert-Leick (PS).
Il comprend 46 conseillers départementaux issus des 23 cantons de Meurthe-et-Moselle.
| Présidente du conseil départemental  |       |       |      |                                          |
| Valérie Beausert-Leick (PS)          |       |       |      |                                          |
| Parti                                | Sigle | Sigle | Élus | Groupes                                  |
| Majorité (28 sièges)                 |       |       |      |                                          |
| Parti socialiste                     |       | PS    | 18   | Socialistes, écologistes et républicains |
| Europe Écologie Les Verts            |       | EÉLV  | 2    | Socialistes, écologistes et républicains |
| Parti communiste français            |       | PCF   | 6    | Front de gauche                          |
| La France insoumise                  |       | LFI   | 1    | Front de gauche                          |
| Europe Écologie Les Verts            |       | EÉLV  | 1    | Front de gauche                          |
| Divers gauche                        |       | DVG   | 1    | Non-inscrite                             |
| Opposition (18 sièges)               |       |       |      |                                          |
| Les Républicains                     |       | LR    | 12   | Union de la droite et du centre          |
| Union des démocrates et indépendants |       | UDI   | 4    | Union de la droite et du centre          |
| Mouvement radical                    |       | MR    | 1    | Union de la droite et du centre          |
| Divers droite                        |       | DVD   | 1    | Union de la droite et du centre          |

## Système électoral
Les élections ont lieu au scrutin majoritaire binominal à deux tours. Le système est paritaire : les candidatures sont présentées sous la forme d'un binôme composé d'une femme et d'un homme avec leurs suppléants (une femme et un homme également).
Pour être élu au premier tour, un binôme doit obtenir la majorité absolue des suffrages exprimés et un nombre de suffrages au moins égal à 25 % des électeurs inscrits. Si aucun binôme n'est élu au premier tour, seuls peuvent se présenter au second tour les binômes qui ont obtenu un nombre de suffrages au moins égal à 12,5 % des électeurs inscrits, sans possibilité pour les binômes de fusionner. Est élu au second tour le binôme qui obtient le plus grand nombre de voix.

## Résultats à l'échelle du département

### Résultats par nuances
| Binômes                  | Binômes                             | Binômes                  | Premier tour | Premier tour | Premier tour | Second tour | Second tour   | Second tour | Total | +/-           |  |
| Binômes                  | Binômes                             | Binômes                  | Voix         | %            | Sièges       | Voix        | %             | Sièges      | Total | +/-           |  |
| ------------------------ | ----------------------------------- | ------------------------ | ------------ | ------------ | ------------ | ----------- | ------------- | ----------- | ----- | ------------- |  |
|                          | Union à gauche avec des écologistes | UGE                      | 57 442       | 41,48        | 0            | 70 244      | 50,44         | 30          | 30    | 2             |  |
|                          | Union au centre et à droite         | UCD                      | 44 403       | 32,06        | 0            | 53 090      | 38,12         | 16          | 16    | 1             |  |
|                          | Rassemblement national              | RN                       | 34 035       | 24,57        | 0            | 15 919      | 11,43         | 0           | 0     | en stagnation |  |
|                          | La République en marche             | REM                      | 905          | 0,65         | 0            |             |               |             | 0     | en stagnation |  |
|                          | Divers droite                       | DVD                      | 544          | 0,39         | 0            | 0           | en stagnation |             |       |               |  |
|                          | Divers                              | DIV                      | 440          | 0,32         | 0            | 0           | en stagnation |             |       |               |  |
|                          | Divers gauche                       | DVG                      | 365          | 0,26         | 0            | 0           | 1             |             |       |               |  |
|                          | Extrême gauche                      | EXG                      | 361          | 0.26         | 0            | 0           | en stagnation |             |       |               |  |
|                          |                                     |                          |              |              |              |             |               |             |       |               |  |
| Suffrages exprimés       | Suffrages exprimés                  | Suffrages exprimés       | 138 495      | 95,60        |              | 139 253     | 92,91         |             |       |               |  |
| Votes blancs             | Votes blancs                        | Votes blancs             | 4 196        | 2,90         | 7 354        | 4,91        |               |             |       |               |  |
| Votes nuls               | Votes nuls                          | Votes nuls               | 2 175        | 1,50         | 3 267        | 2,18        |               |             |       |               |  |
| Total                    | Total                               | Total                    | 144 866      | 100          | 0            | 14 987      | 100           | 46          | 46    | en stagnation |  |
| Abstentions              | Abstentions                         | Abstentions              | 342 239      | 70,26        |              | 337 319     | 69,24         |             |       |               |  |
| Inscrits / participation | Inscrits / participation            | Inscrits / participation | 487 105      | 29,74        | 487 193      | 30,76       |               |             |       |               |  |

### Assemblée départementale élue
| Présidente du conseil départemental  |       |       |      |                                                |
| Chaynesse Khirouni (PS)              |       |       |      |                                                |
| Parti                                | Sigle | Sigle | Élus | Groupes                                        |
| Majorité (30 sièges)                 |       |       |      |                                                |
| Parti socialiste                     |       | PS    | 11   | Socialiste, Écologiste, Républicain et Citoyen |
| Divers gauche                        |       | DVG   | 4    | Socialiste, Écologiste, Républicain et Citoyen |
| Europe Écologie Les Verts            |       | EÉLV  | 4    | Socialiste, Écologiste, Républicain et Citoyen |
| Parti communiste français            |       | PCF   | 6    | Front de gauche et Républicain                 |
| La France insoumise                  |       | LFI   | 3    | Front de gauche et Républicain                 |
| Divers gauche                        |       | DVG   | 2    | Non inscrits apparentés                        |
| Opposition (16 sièges)               |       |       |      |                                                |
| Les Républicains                     |       | LR    | 9    | Union de la droite et du centre                |
| Union des démocrates et indépendants |       | UDI   | 2    | Union de la droite et du centre                |
| Divers droite                        |       | DVD   | 2    | Union de la droite et du centre                |
| MoDem                                |       | MoDem | 1    | Union de la droite et du centre                |
| Mouvement radical                    |       | MR    | 1    | Union de la droite et du centre                |
| Divers centre                        |       | DVC   | 1    | Union de la droite et du centre                |

### Élus par canton
La majorité de gauche se renforce à l'issue de ce renouvellement en remportant 2 cantons : Pont-à-Mousson et Nancy-1 confirmant le gain de la ville de Nancy des précédentes municipales. L'opposition de l'Union de la droite et du centre est en léger recul mais parvient à créer la surprise avec le gain du canton de Laxou.
| Canton                  | Conseiller sortant       | Parti | Parti | Conseiller Élu             | Parti | Parti |
| ----------------------- | ------------------------ | ----- | ----- | -------------------------- | ----- | ----- |
| Baccarat                | Rose-Marie Falque        |       | LR    | Valérie Payeur             |       | DVD   |
| Baccarat                | Michel Marchal           |       | UDI   | Michel Marchal             |       | UDI   |
| Entre Seille et Meurthe | Catherine Boursier       |       | PS    | Catherine Boursier         |       | PS    |
| Entre Seille et Meurthe | Antony Caps              |       | EÉLV  | Antony Caps                |       | EÉLV  |
| Grand Couronné          | Jean-Pierre Dessein      |       | LR    | Jean-Pierre Dessein        |       | LR    |
| Grand Couronné          | Catherine Krier          |       | MR    | Catherine Krier            |       | MR    |
| Jarny                   | Jean-Pierre Minella      |       | PCF   | Jacky Zanardo              |       | PCF   |
| Jarny                   | Manuela Ribeiro          |       | EÉLV  | Caroline Fiat              |       | LFI   |
| Jarville-la-Malgrange   | Luc Binsinger            |       | LR    | Luc Binsinger              |       | LR    |
| Jarville-la-Malgrange   | Sabine Lemaire-Assfeld   |       | UDI   | Sabine Lemaire-Assfeld     |       | UDI   |
| Laxou                   | Pierre Baumann           |       | PS    | Nathalie Engel             |       | DVD   |
| Laxou                   | Valérie Beausert-Leick   |       | PS    | Laurent Garcia             |       | MoDem |
| Longwy                  | Christian Aries          |       | PS    | Vincent Hamen              |       | PS    |
| Longwy                  | Sylvie Balon             |       | PS    | Sylvie Balon               |       | PS    |
| Lunéville-1             | Catherine Paillard       |       | LR    | Alexandra Hugo-Cambou      |       | DVC   |
| Lunéville-1             | Christopher Varin        |       | LR    | Christopher Varin          |       | LR    |
| Lunéville-2             | Thibault Bazin           |       | LR    | Thibault Bazin             |       | LR    |
| Lunéville-2             | Anne Lassus              |       | LR    | Anne Lassus                |       | LR    |
| Meine au Saintois       | Gauthier Brunner         |       | PS    | Denis Kieffer              |       | DVG   |
| Meine au Saintois       | Agnès Marchand           |       | PS    | Barbara Thirion            |       | DVG   |
| Mont-Saint-Martin       | Serge de Carli           |       | PCF   | Serge de Carli             |       | PCF   |
| Mont-Saint-Martin       | Monique Poplineau        |       | DVG   | Monique Poplineau          |       | DVG   |
| Nancy-1                 | Patrick Blanchot         |       | LR    | Marie Al Kattani           |       | EÉLV  |
| Nancy-1                 | Sophie Mayeux            |       | UDI   | Sylvain Mariette           |       | EÉLV  |
| Nancy-2                 | Véronique Billot         |       | PS    | Chaynesse Khirouni         |       | PS    |
| Nancy-2                 | Mathieu Klein            |       | PS    | Anthony Perrin             |       | PS    |
| Nancy-3                 | Frédéric Maguin          |       | EÉLV  | Lionel Adam                |       | DVG   |
| Nancy-3                 | Nicole Creusot           |       | PS    | Silvana Silvani            |       | PCF   |
| Neuves-Maisons          | Audrey Bardot-Normand    |       | PS    | Audrey Bardot-Normand      |       | PS    |
| Neuves-Maisons          | Pascal Schneider         |       | PS    | Pascal Schneider           |       | PS    |
| Le Nord-Toulois         | Corinne Lalance          |       | LR    | Corinne Lalance            |       | LR    |
| Le Nord-Toulois         | Jean Loctin              |       | LR    | Jean Loctin                |       | LR    |
| Pays de Briey           | André Corzani            |       | PCF   | André Corzani              |       | PCF   |
| Pays de Briey           | Rosemary Lupo            |       | LFI   | Rosemary Lupo              |       | LFI   |
| Pont-à-Mousson          | Maryse Altermatt         |       | DVD   | Jennifer Barreau           |       | PS    |
| Pont-à-Mousson          | Stéphane Pizelle         |       | LR    | Bernard Bertelle           |       | PCF   |
| Saint-Max               | Corinne Marchal-Tarnus   |       | UDI   | Sylvaine Scaglia           |       | LR    |
| Saint-Max               | Éric Pensalfini          |       | LR    | Éric Pensalfini            |       | LR    |
| Toul                    | Alde Harmand             |       | PS    | Émilien Martin-Triffandier |       | GRS   |
| Toul                    | Michèle Pilot            |       | PS    | Michèle Pilot              |       | PS    |
| Val de Lorraine Sud     | Patricia Daguerre-Jacque |       | PS    | Marie-José Amah            |       | PS    |
| Val de Lorraine Sud     | Laurent Trogrlic         |       | PS    | Séverin Lamotte            |       | EÉLV  |
| Vandœuvre-lès-Nancy     | Sylvie Crunchant         |       | PS    | Sylvie Crunchant           |       | PS    |
| Vandœuvre-lès-Nancy     | Stéphane Hablot          |       | PS    | Stéphane Hablot            |       | DVG   |
| Villerupt               | Alain Casoni             |       | PCF   | Bruno Trombini             |       | LFI   |
| Villerupt               | Annie Silvestri          |       | PCF   | Annie Silvestri            |       | PCF   |

## Résultats par canton
Les binômes sont présentés par ordre décroissant des résultats au premier tour. En cas de victoire au second tour du binôme arrivé en deuxième place au premier, ses résultats sont indiqués en gras.

### Canton de Baccarat
| Candidats                | Candidats                | Partis                   | Nuance                   | Premier tour | Premier tour | Second tour | Second tour |
| Candidats                | Candidats                | Partis                   | Nuance                   | Voix         | %            | Voix        | %           |
| ------------------------ | ------------------------ | ------------------------ | ------------------------ | ------------ | ------------ | ----------- | ----------- |
|                          | Michel Marchal           | UDI                      | UCD                      | 3 246        | 47,86        | 4 130       | 62,31       |
|                          | Valérie Payeur           | DVD                      | UCD                      | 3 246        | 47,86        | 4 130       | 62,31       |
|                          | Lucien Lejal             | RN                       | RN                       | 2 339        | 34,49        | 2 498       | 37,69       |
|                          | Françoise Pelgrin        | RN                       | RN                       | 2 339        | 34,49        | 2 498       | 37,69       |
|                          | Valentin Buzelin         | DVG                      | UGE                      | 1 197        | 17,65        |             |             |
|                          | Gwenolé Leloup           | DVG                      | UGE                      | 1 197        | 17,65        |             |             |
|                          |                          |                          |                          |              |              |             |             |
| Suffrages exprimés       | Suffrages exprimés       | Suffrages exprimés       | Suffrages exprimés       | 6 782        | 93,87        | 6 628       | 92,07       |
| Votes blancs             | Votes blancs             | Votes blancs             | Votes blancs             | 266          | 3,68         | 393         | 5,46        |
| Votes nuls               | Votes nuls               | Votes nuls               | Votes nuls               | 177          | 2,45         | 178         | 2,47        |
| Total                    | Total                    | Total                    | Total                    | 7 225        | 100          | 7 199       | 100         |
| Abstention               | Abstention               | Abstention               | Abstention               | 13 612       | 65,33        | 13 639      | 65,45       |
| Inscrits / participation | Inscrits / participation | Inscrits / participation | Inscrits / participation | 20 837       | 34,67        | 20 838      | 34,55       |

### Canton d'Entre Seille et Meurthe
| Candidats                | Candidats                | Partis                   | Nuance                   | Premier tour | Premier tour | Second tour | Second tour |
| Candidats                | Candidats                | Partis                   | Nuance                   | Voix         | %            | Voix        | %           |
| ------------------------ | ------------------------ | ------------------------ | ------------------------ | ------------ | ------------ | ----------- | ----------- |
|                          | Catherine Boursier       | PS                       | UGE                      | 2 863        | 44,42        | 3 864       | 60,75       |
|                          | Antony Caps              | EÉLV                     | UGE                      | 2 863        | 44,42        | 3 864       | 60,75       |
|                          | Cécile Charton           | RN                       | RN                       | 1 820        | 28,23        | 2 496       | 39,25       |
|                          | Florent Vigneron         | RN                       | RN                       | 1 820        | 28,23        | 2 496       | 39,25       |
|                          | Sébastien Biston         | DVC                      | UCD                      | 1 763        | 27,35        |             |             |
|                          | Cyrielle Hassler         | DVD                      | UCD                      | 1 763        | 27,35        |             |             |
|                          |                          |                          |                          |              |              |             |             |
| Suffrages exprimés       | Suffrages exprimés       | Suffrages exprimés       | Suffrages exprimés       | 6 446        | 95,64        | 6 360       | 90,50       |
| Votes blancs             | Votes blancs             | Votes blancs             | Votes blancs             | 210          | 3,12         | 437         | 6,22        |
| Votes nuls               | Votes nuls               | Votes nuls               | Votes nuls               | 84           | 1,25         | 231         | 3,29        |
| Total                    | Total                    | Total                    | Total                    | 6 740        | 100          | 7 028       | 100         |
| Abstention               | Abstention               | Abstention               | Abstention               | 15 141       | 69,20        | 14 855      | 67,88       |
| Inscrits / participation | Inscrits / participation | Inscrits / participation | Inscrits / participation | 21 881       | 30,80        | 21 883      | 32,12       |

### Canton du Grand Couronné
| Candidats                | Candidats                | Partis                   | Nuance                   | Premier tour | Premier tour | Second tour | Second tour |
| Candidats                | Candidats                | Partis                   | Nuance                   | Voix         | %            | Voix        | %           |
| ------------------------ | ------------------------ | ------------------------ | ------------------------ | ------------ | ------------ | ----------- | ----------- |
|                          | Jean-Pierre Dessein      | LR                       | UCD                      | 2 968        | 39,01        | 4 310       | 57,32       |
|                          | Catherine Krier          | MR                       | UCD                      | 2 968        | 39,01        | 4 310       | 57,32       |
|                          | Marie-Christine Bastien  | PCF                      | UGE                      | 2 646        | 34,78        | 3 209       | 42,68       |
|                          | Zyede Ben Ismail         | EÉLV                     | UGE                      | 2 646        | 34,78        | 3 209       | 42,68       |
|                          | Nathalie Fleuret         | RN                       | RN                       | 1 994        | 26,21        |             |             |
|                          | Jean-François Haack      | RN                       | RN                       | 1 994        | 26,21        |             |             |
|                          |                          |                          |                          |              |              |             |             |
| Suffrages exprimés       | Suffrages exprimés       | Suffrages exprimés       | Suffrages exprimés       | 7 608        | 95,49        | 7 519       | 91,28       |
| Votes blancs             | Votes blancs             | Votes blancs             | Votes blancs             | 245          | 3,08         | 506         | 6,14        |
| Votes nuls               | Votes nuls               | Votes nuls               | Votes nuls               | 114          | 1,43         | 212         | 2,57        |
| Total                    | Total                    | Total                    | Total                    | 7 967        | 100          | 8 237       | 100         |
| Abstention               | Abstention               | Abstention               | Abstention               | 17 424       | 68,62        | 17 155      | 67,56       |
| Inscrits / participation | Inscrits / participation | Inscrits / participation | Inscrits / participation | 25 391       | 31,38        | 25 392      | 32,44       |

### Canton de Jarny
| Candidats                | Candidats                | Partis                   | Nuance                   | Premier tour | Premier tour | Second tour | Second tour |
| Candidats                | Candidats                | Partis                   | Nuance                   | Voix         | %            | Voix        | %           |
| ------------------------ | ------------------------ | ------------------------ | ------------------------ | ------------ | ------------ | ----------- | ----------- |
|                          | Caroline Fiat            | LFI                      | UGE                      | 2 889        | 48,97        | 3 711       | 64,49       |
|                          | Jacky Zanardo            | PCF                      | UGE                      | 2 889        | 48,97        | 3 711       | 64,49       |
|                          | Anne Fricquegnon         | RN                       | RN                       | 1 843        | 31,24        | 2 043       | 35,51       |
|                          | Luigi Mucci              | RN                       | RN                       | 1 843        | 31,24        | 2 043       | 35,51       |
|                          | Emelie Blaison           | DVD                      | UCD                      | 1 167        | 19,78        |             |             |
|                          | Jordan Simon             | LR                       | UCD                      | 1 167        | 19,78        |             |             |
|                          |                          |                          |                          |              |              |             |             |
| Suffrages exprimés       | Suffrages exprimés       | Suffrages exprimés       | Suffrages exprimés       | 5 899        | 93,41        | 5 754       | 90,80       |
| Votes blancs             | Votes blancs             | Votes blancs             | Votes blancs             | 314          | 4,97         | 417         | 6,58        |
| Votes nuls               | Votes nuls               | Votes nuls               | Votes nuls               | 102          | 1,62         | 166         | 2,62        |
| Total                    | Total                    | Total                    | Total                    | 6 315        | 100          | 6 337       | 100         |
| Abstention               | Abstention               | Abstention               | Abstention               | 20 637       | 76,57        | 20 617      | 76,49       |
| Inscrits / participation | Inscrits / participation | Inscrits / participation | Inscrits / participation | 26 952       | 23,43        | 26 953      | 23,51       |

### Canton de Jarville-la-Malgrange
| Candidats                | Candidats                | Partis                   | Nuance                   | Premier tour | Premier tour | Second tour | Second tour |
| Candidats                | Candidats                | Partis                   | Nuance                   | Voix         | %            | Voix        | %           |
| ------------------------ | ------------------------ | ------------------------ | ------------------------ | ------------ | ------------ | ----------- | ----------- |
|                          | Luc Binsinger            | LR                       | UCD                      | 3 540        | 44,70        | 4 785       | 61,39       |
|                          | Sabine Lemaire-Assfeld   | UDI                      | UCD                      | 3 540        | 44,70        | 4 785       | 61,39       |
|                          | Philippe Kowalski        | DVG                      | UGE                      | 2 366        | 29,88        | 3 009       | 38,61       |
|                          | Stéphanie Miroult        | DVG                      | UGE                      | 2 366        | 29,88        | 3 009       | 38,61       |
|                          | Lylou Aubertin           | RN                       | RN                       | 1 652        | 20,86        |             |             |
|                          | Gwendal Curti            | RN                       | RN                       | 1 652        | 20,86        |             |             |
|                          | Orianne Barbaux          | POID                     | EXG                      | 361          | 4,56         |             |             |
|                          | Grégory Bihaki           | POID                     | EXG                      | 361          | 4,56         |             |             |
|                          |                          |                          |                          |              |              |             |             |
| Suffrages exprimés       | Suffrages exprimés       | Suffrages exprimés       | Suffrages exprimés       | 7 919        | 96,81        | 7 794       | 93,11       |
| Votes blancs             | Votes blancs             | Votes blancs             | Votes blancs             | 175          | 2,14         | 427         | 5,10        |
| Votes nuls               | Votes nuls               | Votes nuls               | Votes nuls               | 86           | 1,05         | 150         | 1,79        |
| Total                    | Total                    | Total                    | Total                    | 8 180        | 100          | 8 371       | 100         |
| Abstention               | Abstention               | Abstention               | Abstention               | 17 520       | 68,17        | 17 334      | 67,43       |
| Inscrits / participation | Inscrits / participation | Inscrits / participation | Inscrits / participation | 25 700       | 31,83        | 25 705      | 32,57       |

### Canton de Laxou
| Candidats                | Candidats                | Partis                   | Nuance                   | Premier tour | Premier tour | Second tour | Second tour |
| Candidats                | Candidats                | Partis                   | Nuance                   | Voix         | %            | Voix        | %           |
| ------------------------ | ------------------------ | ------------------------ | ------------------------ | ------------ | ------------ | ----------- | ----------- |
|                          | Pierre Baumann           | PS                       | UGE                      | 2 977        | 44,16        | 3 452       | 47,34       |
|                          | Valérie Beausert-Leick   | PS                       | UGE                      | 2 977        | 44,16        | 3 452       | 47,34       |
|                          | Nathalie Engel           | DVD                      | UCD                      | 2 869        | 42,56        | 3 840       | 52,66       |
|                          | Laurent Garcia           | MoDem                    | UCD                      | 2 869        | 42,56        | 3 840       | 52,66       |
|                          | François Bertrand        | RN                       | RN                       | 895          | 13,28        |             |             |
|                          | Isabelle Haack           | RN                       | RN                       | 895          | 13,28        |             |             |
|                          |                          |                          |                          |              |              |             |             |
| Suffrages exprimés       | Suffrages exprimés       | Suffrages exprimés       | Suffrages exprimés       | 6 741        | 97,19        | 7 292       | 95,81       |
| Votes blancs             | Votes blancs             | Votes blancs             | Votes blancs             | 128          | 1,85         | 216         | 2,84        |
| Votes nuls               | Votes nuls               | Votes nuls               | Votes nuls               | 67           | 0,97         | 103         | 1,35        |
| Total                    | Total                    | Total                    | Total                    | 6 936        | 100          | 7 611       | 100         |
| Abstention               | Abstention               | Abstention               | Abstention               | 11 282       | 61,93        | 10 611      | 58,23       |
| Inscrits / participation | Inscrits / participation | Inscrits / participation | Inscrits / participation | 18 218       | 38,07        | 18 222      | 41,77       |

### Canton de Longwy
| Candidats                | Candidats                | Partis                   | Nuance                   | Premier tour | Premier tour | Second tour | Second tour |
| Candidats                | Candidats                | Partis                   | Nuance                   | Voix         | %            | Voix        | %           |
| ------------------------ | ------------------------ | ------------------------ | ------------------------ | ------------ | ------------ | ----------- | ----------- |
|                          | Sylvie Balon             | PS                       | UGE                      | 1 464        | 40,61        | 1 878       | 51,76       |
|                          | Vincent Hamen            | PS                       | UGE                      | 1 464        | 40,61        | 1 878       | 51,76       |
|                          | Gérard Didelot           | DVD                      | UCD                      | 1 196        | 33,18        | 1 750       | 48,24       |
|                          | Muriel Ferraro           | DVC                      | UCD                      | 1 196        | 33,18        | 1 750       | 48,24       |
|                          | Aurélien Gerondi         | RN                       | RN                       | 945          | 26,21        |             |             |
|                          | Jennifer Rodio           | RN                       | RN                       | 945          | 26,21        |             |             |
|                          |                          |                          |                          |              |              |             |             |
| Suffrages exprimés       | Suffrages exprimés       | Suffrages exprimés       | Suffrages exprimés       | 3 605        | 95,27        | 3 628       | 91,50       |
| Votes blancs             | Votes blancs             | Votes blancs             | Votes blancs             | 119          | 3,14         | 227         | 5,73        |
| Votes nuls               | Votes nuls               | Votes nuls               | Votes nuls               | 60           | 1,59         | 110         | 2,77        |
| Total                    | Total                    | Total                    | Total                    | 3 784        | 100          | 3 965       | 100         |
| Abstention               | Abstention               | Abstention               | Abstention               | 15 549       | 80,43        | 15 369      | 79,49       |
| Inscrits / participation | Inscrits / participation | Inscrits / participation | Inscrits / participation | 19 333       | 19,57        | 19 334      | 20,51       |

### Canton de Lunéville-1
| Candidats                | Candidats                | Partis                   | Nuance                   | Premier tour | Premier tour | Second tour | Second tour |
| Candidats                | Candidats                | Partis                   | Nuance                   | Voix         | %            | Voix        | %           |
| ------------------------ | ------------------------ | ------------------------ | ------------------------ | ------------ | ------------ | ----------- | ----------- |
|                          | Alexandra Hugo-Cambou    | DVC                      | UCD                      | 2 572        | 38,95        | 3 863       | 60,07       |
|                          | Christopher Varin        | LR                       | UCD                      | 2 572        | 38,95        | 3 863       | 60,07       |
|                          | Marie-Neige Houchard     | DVG                      | UGE                      | 1 977        | 29,94        | 2 568       | 39,93       |
|                          | Thibault Valois          | DVG                      | UGE                      | 1 977        | 29,94        | 2 568       | 39,93       |
|                          | Mael Manai               | RN                       | RN                       | 1 844        | 27,92        |             |             |
|                          | Corinne Martin           | RN                       | RN                       | 1 844        | 27,92        |             |             |
|                          | Clémentine Dasso         | SE                       | DIV                      | 211          | 3,20         |             |             |
|                          | Benoit L'Hôte            | SE                       | DIV                      | 211          | 3,20         |             |             |
|                          |                          |                          |                          |              |              |             |             |
| Suffrages exprimés       | Suffrages exprimés       | Suffrages exprimés       | Suffrages exprimés       | 6 604        | 95,77        | 6 431       | 92,12       |
| Votes blancs             | Votes blancs             | Votes blancs             | Votes blancs             | 171          | 2,48         | 367         | 5,26        |
| Votes nuls               | Votes nuls               | Votes nuls               | Votes nuls               | 121          | 1,75         | 183         | 2,62        |
| Total                    | Total                    | Total                    | Total                    | 6 896        | 100          | 6 981       | 100         |
| Abstention               | Abstention               | Abstention               | Abstention               | 16 757       | 70,85        | 16 678      | 70,49       |
| Inscrits / participation | Inscrits / participation | Inscrits / participation | Inscrits / participation | 23 653       | 29,15        | 23 659      | 29,51       |

### Canton de Lunéville-2
| Candidats                | Candidats                | Partis                   | Nuance                   | Premier tour | Premier tour | Second tour | Second tour |
| Candidats                | Candidats                | Partis                   | Nuance                   | Voix         | %            | Voix        | %           |
| ------------------------ | ------------------------ | ------------------------ | ------------------------ | ------------ | ------------ | ----------- | ----------- |
|                          | Thibault Bazin           | LR                       | UCD                      | 3 880        | 45,87        | 5 155       | 62,21       |
|                          | Anne Lassus              | LR                       | UCD                      | 3 880        | 45,87        | 5 155       | 62,21       |
|                          | Evelyne Mathis           | DVG                      | UGE                      | 2 479        | 29,31        | 3 123       | 37,79       |
|                          | Christophe Sonrel        | LFI                      | UGE                      | 2 479        | 29,31        | 3 123       | 37,79       |
|                          | Philippe Gilles          | RN                       | RN                       | 1 870        | 22,11        |             |             |
|                          | Blandine Perrin          | RN                       | RN                       | 1 870        | 22,11        |             |             |
|                          | Sylvain Barlier          | SE                       | DIV                      | 229          | 2,71         |             |             |
|                          | Dominique Lecante        | SE                       | DIV                      | 229          | 2,71         |             |             |
|                          |                          |                          |                          |              |              |             |             |
| Suffrages exprimés       | Suffrages exprimés       | Suffrages exprimés       | Suffrages exprimés       | 8 458        | 96,91        | 8 287       | 93,78       |
| Votes blancs             | Votes blancs             | Votes blancs             | Votes blancs             | 134          | 1,54         | 353         | 3,99        |
| Votes nuls               | Votes nuls               | Votes nuls               | Votes nuls               | 136          | 1,56         | 197         | 2,23        |
| Total                    | Total                    | Total                    | Total                    | 8 728        | 100          | 8 837       | 100         |
| Abstention               | Abstention               | Abstention               | Abstention               | 17 304       | 66,47        | 17 199      | 66,06       |
| Inscrits / participation | Inscrits / participation | Inscrits / participation | Inscrits / participation | 26 032       | 33,53        | 26 036      | 33,93       |

### Canton de Meine au Saintois
| Candidats                | Candidats                | Partis                   | Nuance                   | Premier tour | Premier tour | Second tour | Second tour |
| Candidats                | Candidats                | Partis                   | Nuance                   | Voix         | %            | Voix        | %           |
| ------------------------ | ------------------------ | ------------------------ | ------------------------ | ------------ | ------------ | ----------- | ----------- |
|                          | Denis Kieffer            | DVG                      | UGE                      | 3 088        | 41,59        | 3 978       | 53,40       |
|                          | Barbara Thirion          | DVG                      | UGE                      | 3 088        | 41,59        | 3 978       | 53,40       |
|                          | Cinthya Henon            | DVD                      | UCD                      | 2 295        | 30,91        | 3 471       | 46,58       |
|                          | Jérôme Klein             | DVD                      | UCD                      | 2 295        | 30,91        | 3 471       | 46,58       |
|                          | Marie-Catherine Mercier  | RN                       | RN                       | 2 042        | 27,50        |             |             |
|                          | Philippe Morenvillier    | LAF                      | RN                       | 2 042        | 27,50        |             |             |
|                          |                          |                          |                          |              |              |             |             |
| Suffrages exprimés       | Suffrages exprimés       | Suffrages exprimés       | Suffrages exprimés       | 7 425        | 94,18        | 7 449       | 90,33       |
| Votes blancs             | Votes blancs             | Votes blancs             | Votes blancs             | 307          | 3,89         | 570         | 6,91        |
| Votes nuls               | Votes nuls               | Votes nuls               | Votes nuls               | 152          | 1,93         | 227         | 2,75        |
| Total                    | Total                    | Total                    | Total                    | 7 884        | 100          | 8 246       | 100         |
| Abstention               | Abstention               | Abstention               | Abstention               | 13 143       | 62,51        | 12 786      | 60,79       |
| Inscrits / participation | Inscrits / participation | Inscrits / participation | Inscrits / participation | 21 027       | 37,49        | 21 032      | 39,21       |

### Canton de Mont-Saint-Martin
| Candidats                | Candidats                | Partis                   | Nuance                   | Premier tour | Premier tour | Second tour | Second tour |
| Candidats                | Candidats                | Partis                   | Nuance                   | Voix         | %            | Voix        | %           |
| ------------------------ | ------------------------ | ------------------------ | ------------------------ | ------------ | ------------ | ----------- | ----------- |
|                          | Serge de Carli           | PCF                      | UGE                      | 2 085        | 47,02        | 2 431       | 56,56       |
|                          | Monique Poplineau        | DVG                      | UGE                      | 2 085        | 47,02        | 2 431       | 56,56       |
|                          | Éric Gillardin           | DVD                      | UCD                      | 1 209        | 27,27        | 1 867       | 43,44       |
|                          | Karine Lefebvre          | DVD                      | UCD                      | 1 209        | 27,27        | 1 867       | 43,44       |
|                          | Angélique Lemoine        | RN                       | RN                       | 1 140        | 25,71        |             |             |
|                          | Sébastien Pluntz         | RN                       | RN                       | 1 140        | 25,71        |             |             |
|                          |                          |                          |                          |              |              |             |             |
| Suffrages exprimés       | Suffrages exprimés       | Suffrages exprimés       | Suffrages exprimés       | 4 434        | 94,42        | 4 298       | 91,33       |
| Votes blancs             | Votes blancs             | Votes blancs             | Votes blancs             | 180          | 3,83         | 290         | 6,16        |
| Votes nuls               | Votes nuls               | Votes nuls               | Votes nuls               | 82           | 1,75         | 118         | 2,51        |
| Total                    | Total                    | Total                    | Total                    | 4 696        | 100          | 4 706       | 100         |
| Abstention               | Abstention               | Abstention               | Abstention               | 14 650       | 75,73        | 14 642      | 75,68       |
| Inscrits / participation | Inscrits / participation | Inscrits / participation | Inscrits / participation | 19 346       | 24,27        | 19 348      | 24,32       |

### Canton de Nancy-1
| Candidats                | Candidats                | Partis                   | Nuance                   | Premier tour | Premier tour | Second tour | Second tour |
| Candidats                | Candidats                | Partis                   | Nuance                   | Voix         | %            | Voix        | %           |
| ------------------------ | ------------------------ | ------------------------ | ------------------------ | ------------ | ------------ | ----------- | ----------- |
|                          | Marie Al Kattani         | EÉLV                     | UGE                      | 2 836        | 43,40        | 3 377       | 51,65       |
|                          | Sylvain Mariette         | EÉLV                     | UGE                      | 2 836        | 43,40        | 3 377       | 51,65       |
|                          | Matthieu Dap             | DVD                      | UCD                      | 2 419        | 37,02        | 3 161       | 48,35       |
|                          | Sophie Mayeux            | UDI                      | UCD                      | 2 419        | 37,02        | 3 161       | 48,35       |
|                          | Grégoire Eury            | RN                       | RN                       | 914          | 13,99        |             |             |
|                          | Clotilde Gressot         | RN                       | RN                       | 914          | 13,99        |             |             |
|                          | Joe Labat                | DVG                      | DVG                      | 365          | 5,59         |             |             |
|                          | Virginie Wawrzyniak      | DVG                      | DVG                      | 365          | 5,59         |             |             |
|                          |                          |                          |                          |              |              |             |             |
| Suffrages exprimés       | Suffrages exprimés       | Suffrages exprimés       | Suffrages exprimés       | 6 534        | 96,41        | 6 538       | 94,67       |
| Votes blancs             | Votes blancs             | Votes blancs             | Votes blancs             | 154          | 2,27         | 232         | 3,36        |
| Votes nuls               | Votes nuls               | Votes nuls               | Votes nuls               | 89           | 1,31         | 136         | 1,97        |
| Total                    | Total                    | Total                    | Total                    | 6 777        | 100          | 6 906       | 100         |
| Abstention               | Abstention               | Abstention               | Abstention               | 11 531       | 62,98        | 11 401      | 62,28       |
| Inscrits / participation | Inscrits / participation | Inscrits / participation | Inscrits / participation | 18 308       | 37,02        | 18 307      | 37,72       |

### Canton de Nancy-2
| Candidats                | Candidats                | Partis                   | Nuance                   | Premier tour | Premier tour | Second tour | Second tour |
| Candidats                | Candidats                | Partis                   | Nuance                   | Voix         | %            | Voix        | %           |
| ------------------------ | ------------------------ | ------------------------ | ------------------------ | ------------ | ------------ | ----------- | ----------- |
|                          | Chaynesse Khirouni       | PS                       | UGE                      | 2 821        | 57,80        | 3 030       | 61,52       |
|                          | Anthony Perrin           | PS                       | UGE                      | 2 821        | 57,80        | 3 030       | 61,52       |
|                          | Carina-Anne Hadrie       | DVC                      | UCD                      | 1 436        | 29,42        | 1 895       | 38,48       |
|                          | Olivier Rouyer           | DVD                      | UCD                      | 1 436        | 29,42        | 1 895       | 38,48       |
|                          | Fabrice Chauvière        | RN                       | RN                       | 624          | 12,78        |             |             |
|                          | Nathalie Nourry          | RN                       | RN                       | 624          | 12,78        |             |             |
|                          |                          |                          |                          |              |              |             |             |
| Suffrages exprimés       | Suffrages exprimés       | Suffrages exprimés       | Suffrages exprimés       | 4 881        | 95,89        | 4 925       | 94,80       |
| Votes blancs             | Votes blancs             | Votes blancs             | Votes blancs             | 146          | 2,87         | 189         | 3,64        |
| Votes nuls               | Votes nuls               | Votes nuls               | Votes nuls               | 63           | 1,24         | 81          | 1,56        |
| Total                    | Total                    | Total                    | Total                    | 5 090        | 100          | 5 195       | 100         |
| Abstention               | Abstention               | Abstention               | Abstention               | 11 007       | 68,38        | 10 908      | 67,74       |
| Inscrits / participation | Inscrits / participation | Inscrits / participation | Inscrits / participation | 16 097       | 31,62        | 16 103      | 32,26       |

### Canton de Nancy-3
| Candidats                | Candidats                | Partis                   | Nuance                   | Premier tour | Premier tour | Second tour | Second tour |
| Candidats                | Candidats                | Partis                   | Nuance                   | Voix         | %            | Voix        | %           |
| ------------------------ | ------------------------ | ------------------------ | ------------------------ | ------------ | ------------ | ----------- | ----------- |
|                          | Lionel Adam              | DVG                      | UGE                      | 2 367        | 46,71        | 2 922       | 57,62       |
|                          | Silvana Silvani          | PCF                      | UGE                      | 2 367        | 46,71        | 2 922       | 57,62       |
|                          | Jean-François Gabriel    | DVD                      | UCD                      | 938          | 18,51        | 2 149       | 42,38       |
|                          | Prisca Millet            | MR                       | UCD                      | 938          | 18,51        | 2 149       | 42,38       |
|                          | Amina Dahoun             | LREM                     | REM                      | 905          | 17,86        |             |             |
|                          | Denis Grandjean          | LREM                     | REM                      | 905          | 17,86        |             |             |
|                          | Patricia Melet           | RN                       | RN                       | 857          | 16,91        |             |             |
|                          | Baptiste Viola           | RN                       | RN                       | 857          | 16,91        |             |             |
|                          |                          |                          |                          |              |              |             |             |
| Suffrages exprimés       | Suffrages exprimés       | Suffrages exprimés       | Suffrages exprimés       | 5 067        | 96,48        | 5 071       | 94,41       |
| Votes blancs             | Votes blancs             | Votes blancs             | Votes blancs             | 134          | 2,55         | 205         | 3,82        |
| Votes nuls               | Votes nuls               | Votes nuls               | Votes nuls               | 51           | 0,97         | 95          | 1,77        |
| Total                    | Total                    | Total                    | Total                    | 5 252        | 100          | 5 371       | 100         |
| Abstention               | Abstention               | Abstention               | Abstention               | 11 507       | 68,66        | 11 391      | 67,96       |
| Inscrits / participation | Inscrits / participation | Inscrits / participation | Inscrits / participation | 16 759       | 31,34        | 16 762      | 32,04       |

### Canton de Neuves-Maisons
| Candidats                | Candidats                | Partis                   | Nuance                   | Premier tour | Premier tour | Second tour | Second tour |
| Candidats                | Candidats                | Partis                   | Nuance                   | Voix         | %            | Voix        | %           |
| ------------------------ | ------------------------ | ------------------------ | ------------------------ | ------------ | ------------ | ----------- | ----------- |
|                          | Audrey Bardot-Normand    | PS                       | UGE                      | 2 871        | 49,20        | 4 002       | 69,01       |
|                          | Pascal Schneider         | PS                       | UGE                      | 2 871        | 49,20        | 4 002       | 69,01       |
|                          | Anthony Bellorini        | RN                       | RN                       | 1 553        | 26,62        | 1 797       | 30,99       |
|                          | Nathalie Grandbarbe      | RN                       | RN                       | 1 553        | 26,62        | 1 797       | 30,99       |
|                          | Isabelle Guicheteau      | DVD                      | UCD                      | 1 411        | 24,18        |             |             |
|                          | Jean Lopes               | DVD                      | UCD                      | 1 411        | 24,18        |             |             |
|                          |                          |                          |                          |              |              |             |             |
| Suffrages exprimés       | Suffrages exprimés       | Suffrages exprimés       | Suffrages exprimés       | 5 835        | 96,19        | 5 799       | 94,12       |
| Votes blancs             | Votes blancs             | Votes blancs             | Votes blancs             | 151          | 2,49         | 265         | 4,30        |
| Votes nuls               | Votes nuls               | Votes nuls               | Votes nuls               | 80           | 1,32         | 97          | 1,57        |
| Total                    | Total                    | Total                    | Total                    | 6 066        | 100          | 6 161       | 100         |
| Abstention               | Abstention               | Abstention               | Abstention               | 13 312       | 68,70        | 13 219      | 68,21       |
| Inscrits / participation | Inscrits / participation | Inscrits / participation | Inscrits / participation | 19 278       | 31,30        | 19 380      | 31,79       |

### Canton du Nord-Toulois
| Candidats                | Candidats                | Partis                   | Nuance                   | Premier tour | Premier tour | Second tour | Second tour |
| Candidats                | Candidats                | Partis                   | Nuance                   | Voix         | %            | Voix        | %           |
| ------------------------ | ------------------------ | ------------------------ | ------------------------ | ------------ | ------------ | ----------- | ----------- |
|                          | Corinne Lalance          | LR                       | UCD                      | 2 400        | 36,71        | 3 764       | 58,88       |
|                          | Jean Loctin              | LR                       | UCD                      | 2 400        | 36,71        | 3 764       | 58,88       |
|                          | Denis Fourrière          | DVG                      | UGE                      | 2 127        | 32,54        | 2 629       | 41,12       |
|                          | Chantal Jarrousse        | DVG                      | UGE                      | 2 127        | 32,54        | 2 629       | 41,12       |
|                          | Marie-Catherine Spitz    | RN                       | RN                       | 2 010        | 30,75        |             |             |
|                          | Michael Zorzi            | RN                       | RN                       | 2 010        | 30,75        |             |             |
|                          |                          |                          |                          |              |              |             |             |
| Suffrages exprimés       | Suffrages exprimés       | Suffrages exprimés       | Suffrages exprimés       | 6 537        | 95,46        | 6 393       | 90,64       |
| Votes blancs             | Votes blancs             | Votes blancs             | Votes blancs             | 238          | 3,48         | 472         | 6,69        |
| Votes nuls               | Votes nuls               | Votes nuls               | Votes nuls               | 73           | 1,07         | 188         | 2,67        |
| Total                    | Total                    | Total                    | Total                    | 6 848        | 100          | 7 053       | 100         |
| Abstention               | Abstention               | Abstention               | Abstention               | 13 698       | 66,67        | 13 508      | 65,70       |
| Inscrits / participation | Inscrits / participation | Inscrits / participation | Inscrits / participation | 20 546       | 33,33        | 20 561      | 34,30       |

### Canton du Pays de Briey
| Candidats                | Candidats                | Partis                   | Nuance                   | Premier tour | Premier tour | Second tour | Second tour |
| Candidats                | Candidats                | Partis                   | Nuance                   | Voix         | %            | Voix        | %           |
| ------------------------ | ------------------------ | ------------------------ | ------------------------ | ------------ | ------------ | ----------- | ----------- |
|                          | André Corzani            | PCF                      | UGE                      | 3 624        | 63,71        | 3 711       | 65,16       |
|                          | Rosemary Lupo            | LFI                      | UGE                      | 3 624        | 63,71        | 3 711       | 65,16       |
|                          | Remy Halftermeyer        | RN                       | RN                       | 2 064        | 36,29        | 1 984       | 34,84       |
|                          | Anaïs Mangeon            | RN                       | RN                       | 2 064        | 36,29        | 1 984       | 34,84       |
|                          |                          |                          |                          |              |              |             |             |
| Suffrages exprimés       | Suffrages exprimés       | Suffrages exprimés       | Suffrages exprimés       | 5 688        | 92,31        | 5 695       | 93,03       |
| Votes blancs             | Votes blancs             | Votes blancs             | Votes blancs             | 331          | 5,37         | 306         | 5,00        |
| Votes nuls               | Votes nuls               | Votes nuls               | Votes nuls               | 143          | 2,32         | 121         | 1,98        |
| Total                    | Total                    | Total                    | Total                    | 6 162        | 100          | 6 162       | 100         |
| Abstention               | Abstention               | Abstention               | Abstention               | 20 289       | 76,70        | 20 333      | 76,86       |
| Inscrits / participation | Inscrits / participation | Inscrits / participation | Inscrits / participation | 26 451       | 23,30        | 26 455      | 23,14       |

### Canton de Pont-à-Mousson
| Candidats                | Candidats                | Partis                   | Nuance                   | Premier tour | Premier tour | Second tour | Second tour |
| Candidats                | Candidats                | Partis                   | Nuance                   | Voix         | %            | Voix        | %           |
| ------------------------ | ------------------------ | ------------------------ | ------------------------ | ------------ | ------------ | ----------- | ----------- |
|                          | Jennifer Barreau         | PS                       | UGE                      | 2 737        | 40,62        | 3 533       | 51,61       |
|                          | Bernard Bertelle         | PCF                      | UGE                      | 2 737        | 40,62        | 3 533       | 51,61       |
|                          | Marlène Curina-Prillieux | DVC                      | UCD                      | 2 192        | 32,53        | 3 313       | 48,39       |
|                          | Stéphane Pizelle         | LR                       | UCD                      | 2 192        | 32,53        | 3 313       | 48,39       |
|                          | Éric Bourg               | RN                       | RN                       | 1 809        | 26,85        |             |             |
|                          | Angelina Ribau           | RN                       | RN                       | 1 809        | 26,85        |             |             |
|                          |                          |                          |                          |              |              |             |             |
| Suffrages exprimés       | Suffrages exprimés       | Suffrages exprimés       | Suffrages exprimés       | 6 738        | 95,72        | 6 846       | 92,10       |
| Votes blancs             | Votes blancs             | Votes blancs             | Votes blancs             | 172          | 2,44         | 396         | 5,33        |
| Votes nuls               | Votes nuls               | Votes nuls               | Votes nuls               | 129          | 1,83         | 191         | 2,57        |
| Total                    | Total                    | Total                    | Total                    | 7 039        | 100          | 7 433       | 100         |
| Abstention               | Abstention               | Abstention               | Abstention               | 17 610       | 71,44        | 17 228      | 69,86       |
| Inscrits / participation | Inscrits / participation | Inscrits / participation | Inscrits / participation | 24 649       | 28,56        | 24 661      | 30,14       |

### Canton de Saint-Max
| Candidats                | Candidats                | Partis                   | Nuance                   | Premier tour | Premier tour | Second tour | Second tour |
| Candidats                | Candidats                | Partis                   | Nuance                   | Voix         | %            | Voix        | %           |
| ------------------------ | ------------------------ | ------------------------ | ------------------------ | ------------ | ------------ | ----------- | ----------- |
|                          | Nadine Cadet             | DVG                      | UGE                      | 3 270        | 43,24        | 3 972       | 47,67       |
|                          | Grégoire Ruhland         | DVG                      | UGE                      | 3 270        | 43,24        | 3 972       | 47,67       |
|                          | Éric Pensalfini          | LR                       | UCD                      | 3 164        | 41,84        | 4 360       | 52,33       |
|                          | Sylvaine Scaglia         | LR                       | UCD                      | 3 164        | 41,84        | 4 360       | 52,33       |
|                          | Jérôme Colin             | RN                       | RN                       | 1 129        | 14,93        |             |             |
|                          | Nicole Duquenoy          | RN                       | RN                       | 1 129        | 14,93        |             |             |
|                          |                          |                          |                          |              |              |             |             |
| Suffrages exprimés       | Suffrages exprimés       | Suffrages exprimés       | Suffrages exprimés       | 7 563        | 96,80        | 8 332       | 32,13       |
| Votes blancs             | Votes blancs             | Votes blancs             | Votes blancs             | 144          | 1,84         | 261         | 3,00        |
| Votes nuls               | Votes nuls               | Votes nuls               | Votes nuls               | 106          | 1,36         | 116         | 1,33        |
| Total                    | Total                    | Total                    | Total                    | 7 813        | 100          | 8 709       | 100         |
| Abstention               | Abstention               | Abstention               | Abstention               | 18 110       | 69,86        | 17 221      | 66,41       |
| Inscrits / participation | Inscrits / participation | Inscrits / participation | Inscrits / participation | 25 923       | 30,14        | 25 930      | 33,59       |

### Canton de Toul
| Candidats                | Candidats                  | Partis                   | Nuance                   | Premier tour | Premier tour | Second tour | Second tour |
| Candidats                | Candidats                  | Partis                   | Nuance                   | Voix         | %            | Voix        | %           |
| ------------------------ | -------------------------- | ------------------------ | ------------------------ | ------------ | ------------ | ----------- | ----------- |
|                          | Émilien Martin-Triffandier | DVG                      | UGE                      | 2 713        | 45,52        | 3 853       | 62,64       |
|                          | Michèle Pilot              | PS                       | UGE                      | 2 713        | 45,52        | 3 853       | 62,64       |
|                          | Anthony Boulogne           | RN                       | RN                       | 1 725        | 28,94        | 2 298       | 37,36       |
|                          | Muriel Di Rezze            | RN                       | RN                       | 1 725        | 28,94        | 2 298       | 37,36       |
|                          | Tony Chenot                | LR                       | UCD                      | 978          | 16,41        |             |             |
|                          | Sabine Lépine              | DVC                      | UCD                      | 978          | 16,41        |             |             |
|                          | Catherine Chopin           | DVD                      | DVD                      | 544          | 9,13         |             |             |
|                          | Hervé Simonin              | DVD                      | DVD                      | 544          | 9,13         |             |             |
|                          |                            |                          |                          |              |              |             |             |
| Suffrages exprimés       | Suffrages exprimés         | Suffrages exprimés       | Suffrages exprimés       | 5 960        | 96,57        | 6 151       | 94,20       |
| Votes blancs             | Votes blancs               | Votes blancs             | Votes blancs             | 115          | 1,86         | 250         | 3,83        |
| Votes nuls               | Votes nuls                 | Votes nuls               | Votes nuls               | 97           | 1,57         | 129         | 1,98        |
| Total                    | Total                      | Total                    | Total                    | 6 172        | 100          | 6 530       | 100         |
| Abstention               | Abstention                 | Abstention               | Abstention               | 14 718       | 70,45        | 14 365      | 68,75       |
| Inscrits / participation | Inscrits / participation   | Inscrits / participation | Inscrits / participation | 20 890       | 29,55        | 20 895      | 31,25       |

### Canton Val de Lorraine Sud
| Candidats                | Candidats                | Partis                   | Nuance                   | Premier tour | Premier tour | Second tour | Second tour |
| Candidats                | Candidats                | Partis                   | Nuance                   | Voix         | %            | Voix        | %           |
| ------------------------ | ------------------------ | ------------------------ | ------------------------ | ------------ | ------------ | ----------- | ----------- |
|                          | Marie-José Amah          | DVG                      | UGE                      | 1 889        | 43,19        | 2 889       | 61,69       |
|                          | Séverin Lamotte          | DVG                      | UGE                      | 1 889        | 43,19        | 2 889       | 61,69       |
|                          | Olivier Maillot          | RN                       | RN                       | 1 458        | 33,33        | 1 794       | 38,31       |
|                          | Caroline Muller          | RN                       | RN                       | 1 458        | 33,33        | 1 794       | 38,31       |
|                          | Martine Objois           | DVD                      | UCD                      | 1 027        | 23,48        |             |             |
|                          | Christophe Rackay        | DVC                      | UCD                      | 1 027        | 23,48        |             |             |
|                          |                          |                          |                          |              |              |             |             |
| Suffrages exprimés       | Suffrages exprimés       | Suffrages exprimés       | Suffrages exprimés       | 4 374        | 95,11        | 4 683       | 93,27       |
| Votes blancs             | Votes blancs             | Votes blancs             | Votes blancs             | 159          | 3,46         | 243         | 4,84        |
| Votes nuls               | Votes nuls               | Votes nuls               | Votes nuls               | 66           | 1,44         | 95          | 1,89        |
| Total                    | Total                    | Total                    | Total                    | 4 599        | 100          | 5 021       | 100         |
| Abstention               | Abstention               | Abstention               | Abstention               | 13 347       | 74,37        | 12 928      | 72,03       |
| Inscrits / participation | Inscrits / participation | Inscrits / participation | Inscrits / participation | 17 946       | 25.63        | 17 946      | 27,97       |

### Canton de Vandœuvre-lès-Nancy
| Candidats                | Candidats                | Partis                   | Nuance                   | Premier tour | Premier tour | Second tour | Second tour |
| Candidats                | Candidats                | Partis                   | Nuance                   | Voix         | %            | Voix        | %           |
| ------------------------ | ------------------------ | ------------------------ | ------------------------ | ------------ | ------------ | ----------- | ----------- |
|                          | Sylvie Crunchant-Duval   | PS                       | UGE                      | 2 289        | 59,89        | 2 654       | 67,50       |
|                          | Stéphane Hablot          | PS                       | UGE                      | 2 289        | 59,89        | 2 654       | 67,50       |
|                          | Marc Saint-Denis         | LR                       | UCD                      | 897          | 23,47        | 1 278       | 32,50       |
|                          | Sandrine Thomas          | DVC                      | UCD                      | 897          | 23,47        | 1 278       | 32,50       |
|                          | Aline Clauvelin          | RN                       | RN                       | 636          | 16,64        |             |             |
|                          | Guy Henry                | RN                       | RN                       | 636          | 16,64        |             |             |
|                          |                          |                          |                          |              |              |             |             |
| Suffrages exprimés       | Suffrages exprimés       | Suffrages exprimés       | Suffrages exprimés       | 3 822        | 97,18        | 3 932       | 95,67       |
| Votes blancs             | Votes blancs             | Votes blancs             | Votes blancs             | 67           | 1,70         | 124         | 3,02        |
| Votes nuls               | Votes nuls               | Votes nuls               | Votes nuls               | 44           | 1,12         | 54          | 1,31        |
| Total                    | Total                    | Total                    | Total                    | 3 933        | 100          | 4 110       | 100         |
| Abstention               | Abstention               | Abstention               | Abstention               | 11 410       | 74,37        | 11 239      | 73,22       |
| Inscrits / participation | Inscrits / participation | Inscrits / participation | Inscrits / participation | 15 343       | 25,63        | 15 349      | 26,78       |

### Canton de Villerupt
| Candidats                | Candidats                | Partis                   | Nuance                   | Premier tour | Premier tour | Second tour | Second tour |
| Candidats                | Candidats                | Partis                   | Nuance                   | Voix         | %            | Voix        | %           |
| ------------------------ | ------------------------ | ------------------------ | ------------------------ | ------------ | ------------ | ----------- | ----------- |
|                          | Annie Silvestri          | PCF                      | UGE                      | 1 867        | 52,22        | 2 439       | 70,74       |
|                          | Bruno Trombini           | LFI                      | UGE                      | 1 867        | 52,22        | 2 439       | 70,74       |
|                          | Marie Cruchant           | RN                       | RN                       | 872          | 24,39        | 1 009       | 29,26       |
|                          | Jonathan Meyer           | RN                       | RN                       | 872          | 24,39        | 1 009       | 29,26       |
|                          | Judicaële Bodet          | DVC                      | UCD                      | 836          | 23,38        |             |             |
|                          | Frédéric Karleskind      | DVD                      | UCD                      | 836          | 23,38        |             |             |
|                          |                          |                          |                          |              |              |             |             |
| Suffrages exprimés       | Suffrages exprimés       | Suffrages exprimés       | Suffrages exprimés       | 3 575        | 94,98        | 3 448       | 92,07       |
| Votes blancs             | Votes blancs             | Votes blancs             | Votes blancs             | 136          | 3,61         | 1 208       | 3,61        |
| Votes nuls               | Votes nuls               | Votes nuls               | Votes nuls               | 53           | 1,41         | 89          | 1,41        |
| Total                    | Total                    | Total                    | Total                    | 3 764        | 100          | 3 745       | 100         |
| Abstention               | Abstention               | Abstention               | Abstention               | 12 681       | 77,11        | 12 693      | 77,22       |
| Inscrits / participation | Inscrits / participation | Inscrits / participation | Inscrits / participation | 16 445       | 22,89        | 16 438      | 22,78       |